# Бровди, Роберт Иосифович
Ро́берт Ио́сифович Бро́вди (укр. Роберт Йосипович Бровді, позывной — Мадяр; род. 9 августа 1975, Ужгород) — украинский военнослужащий, майор, участник российско-украинской войны. Герой Украины (2025).

## Биография
В 1997 году окончил Ужгородский национальный университет по специальности «Экономика предприятия». С 1998 года занимался предпринимательской деятельностью, включая розничную торговлю, недвижимость и строительство. Был одним из ведущих девелоперов в Ужгороде. Среди его бизнес-проектов — «Маркет-БК» (операции с недвижимостью), «Империя фуд» (торговля продуктами питания) и «Скотч энд сода Украина» (торговля одеждой).
Бровди также работал генеральным директором Аграрной биржи Украины при Министерстве аграрной политики. С осени 2010 года по май 2012 года он занимал должность генерального директора компании «Хлеб Инвестбуд», а с мая 2012 года по январь 2013 года — коммерческого директора той же компании. С 2013 года был заместителем председателя правления Государственной продовольственно-зерновой корпорации Украины (ГПЗКУ), а с октября 2013 года — первым заместителем председателя правления ГПЗКУ. 1 июля 2014 года был освобождён от должности.
Группа компаний «Гранум», соучредителем которой был Бровди, входила в топ-5 экспортеров зерновых из Украины в более чем 20 стран мира. В 2015—2016 годах «Гранум» занимала первое место в Украине по объёму экспорта зерновых в Китай.
С началом полномасштабного вторжения России в Украину в феврале 2022 года Бровди вступил в Оболонский батальон территориальной обороны. Он был командиром взвода второй штурмовой роты 206-го батальона территориальной обороны, подчинённого 28-й отдельной механизированной бригаде ВСУ. В составе этого батальона участвовал в эвакуации гражданского населения из Ирпеня, Бучи и Бородянки.
В мае-июне 2022 года Бровди создал отдельное подразделение аэроразведки, названное по его позывному «Птицы Мадьяра». Это подразделение стало первым в ВСУ, специализирующимся на использовании беспилотных летательных аппаратов для разведки и ударных операций. В январе 2024 года «Птицы Мадьяра» были преобразованы в 414-ю отдельную бригаду беспилотных систем в составе Сухопутных войск Украины.
С 3 июня 2025 года Бровди назначен командующим Силами беспилотных систем Вооружённых сил Украины.

## Общественная деятельность
До начала войны Бровди был известен как коллекционер и ценитель закарпатского классического и современного украинского искусства. Он является соучредителем арт-фонда «БровдиАрт».

## Награды
- Звание «Герой Украины» с удостоением ордена «Золотая Звезда» (8 мая 2025) — за личное мужество и героизм, проявленные в защите государственного суверенитета и территориальной целостности Украины, верность военной присяге[5].
- Орден Богдана Хмельницкого II степени (20 февраля 2025) — за личное мужество и высокий профессионализм, проявленные в защите государственного суверенитета и территориальной целостности Украины, верность военной присяге[6].
- Орден Богдана Хмельницкого III степени (24 ноября 2023) — за личное мужество и высокий профессионализм, проявленные в защите государственного суверенитета и территориальной целостности Украины, верность военной присяге[7].